# Ana Franchi
Ana María Franchi (Buenos Aires, 12 de agosto de 1956) es una química argentina que presidió el CONICET desde el 10 de diciembre de 2019 hasta el 10 de diciembre de 2023. Es Investigadora Superior del organismo en el Centro de Estudios Farmacológicos y Botánicos (CEFYBO). 

## Biografía
Ana Franchi nació en Buenos Aires en 1956. Su padre era docente de escuelas técnicas y su madre ama de casa. Vivió en Guadalajara desde los 12 años y en cuarto año de la secundaria regresó a Argentina donde continuó sus estudios en el colegio Normal n° 4 de Caballito.
Doctorada en 1985 en Químicas por la FCEyN de la Universidad de Buenos Aires con una tesis sobre hormonas y prostaglandinas en el útero.
Ingresó como investigadora al CONICET, donde desarrolló su carrera hasta llegar al grado de Investigadora Superior. Su tema de trabajo es como prevenir el parto prematuro mediante un ambiente enriquecido. Desde su doctorado trabaja en el Centro de Estudios Farmacológicos y Botánicos (CEFYBO), del que es directora desde 2014.
En 1995, junto a Diana Maffía y Silvia Kochen comenzaron a reclamar políticas de género en el ámbito de la ciencia y la tecnología. De esta manera crearon la Red Argentina de Género, Ciencia y Tecnología (RAGCyT), que Franchi actualmente preside.
En diciembre de 2019 fue designada presidenta del Consejo Nacional de Investigaciones Científicas y Técnicas (CONICET).

## Publicaciones
Sus trabajos son citados en plataformas de publicación de internet como Google Scholar: